# Frix Michelier
Frix Michelier (1887-1966) était un officier général de la Marine nationale française.

## Biographie
Frix Michelier est le fils de Paul Michelier, lieutenant-colonel du génie, officier de la Légion d'honneur, et Jeanne-Madeleine-Odette-Marie de Broqua entre à l'École navale l'année de ses vingt ans (promotion 1904). Durant la Première Guerre mondiale, il exerce plusieurs commandements ou fonctions ; il est notamment et brièvement agent de liaison et de renseignement auprès de la marine de guerre britannique.
Le 10 novembre 1928, il est promu capitaine de frégate. Le 26 octobre 1936, il est nommé sous-directeur du personnel militaire de la flotte au ministère de la Marine et des Colonies. Le 6 mars 1938, il est nommé vice-président du comité technique de la Marine et président de la commission supérieure des naufrages. Le 1er avril 1938, il est nommé chef de la section de la flotte en construction à l'état-major de la Marine.

### Seconde Guerre mondiale
Le 29 septembre 1939, il est nommé major général de la Marine. Le 18 juin 1940, il est nommé secrétaire général du ministère de la Marine. Durant la bataille de France, le personnel de l'administration centrale du ministère de la Marine, Michelier compris, est capturé par l'armée allemande à Rochefort ; les hommes sont libérés sur parole peu après. Le 1er juillet 1940, Michelier est membre de la délégation française auprès de la Commission allemande d'armistice ; en juillet 1941, il est président par intérim de la délégation (il obtient notamment la libération définitive de l'administration centrale de la Marine).
Le 25 mars 1941, il est nommé vice-amiral d'escadre. Le 10 octobre 1942, il devient le commandant de la marine au Maroc, ainsi que le commandement en chef du théâtre d'opérations de l'Atlantique. Il n'arrive au Maroc que le 20 octobre,. Sous l'autorité directe du ministère de la Marine, il est également sous les ordres du résident général Noguès pour ses fonctions de commandant dans le secteur Casablanca-Rabat et de commandant d'armes. Pour éviter la confusion des autorités, un décret et une instruction ministérielle de juin-août 1932 précisent que le commandant des forces navales a compétence pour « l'ennemi flottant », le commandant des forces terrestres pour « l'ennemi débarquant ou ayant débarqué », permettant dans les faits que Michelier ait une certaine indépendance vis-à-vis de Noguès pour la défense du Maroc, qui va jouer dans la suite des événements.

#### Débarquement allié en Afrique du Nord
Averti du prochain débarquement allié au Maroc par le général Béthouard, Michelier (comme Noguès) n'accorde aucune crédibilité aux informations données. Il informe Noguès (qui a également reçu les informations de Béthouard) de l'absence de confirmation de cette potentielle opération alliée, tout en sachant néanmoins qu'un convoi passe Gibraltar vers l'est. Après le débarquement le 8, Michelier coordonne la défense et ne fait cesser le feu que le 11 novembre. Il reçoit toutefois un télégramme de Darlan lui ordonnant la suspension des combats le 10, mais Michelier juge que Darlan, supposé prisonnier, ne peut plus donner d'ordres. Deux semaines auparavant, il a reçu du même Darlan l'ordre de tenir jusqu'au bout, et reçoit confirmation par l'amiral Auphan que Pétain veut qu'il tienne. Il ne parle toutefois pas du télégramme de Darlan à Noguès.
Après le cessez-le-feu, Michelier est plus coopératif avec les Alliés, souhaitant réparer les navires endommagés pour reprendre le combat à leurs côtés. Sous les ordres de Darlan, il conserve le commandement en chef de la Marine,. Après la mort de Darlan, il est démis de ses fonctions, et mis en disponibilité en juin,,. Après des accrochages avec l'amiral Auboyneau en mai, de Gaulle demande son remplacement ; Michelier est relevé de ses fonctions le 7 juillet 1943, . Il est enfin mis à la retraite d'office en décembre de la même année.

### Après guerre
Traduit en justice après guerre, mais ayant obtenu un non-lieu en ne faisant qu'exécuter les ordres de l'Amirauté, Michelier est réintégré par arrêt du Conseil d'État en 1955. Il témoigne lors du procès de Noguès devant la Haute Cour en 1956 ; celle-ci condamne Noguès à l'indignité nationale (pour l'en relever aussitôt) tout en notant dans son jugement que la non-transmission par Michelier de l'ordre de cessez-le feu à Noguès peut être mise au crédit du résident général.
L'amiral Michelier décède en 1966.
Il était le neveu de l'amiral Auguste Boué de Lapeyrère (1852-1924), lui-même neveu de l'amiral Augustin Dupouy (1808-1868), soit trois générations de serviteurs de l’État français durant plus d'un siècle.

## Décorations
- Grand officier de la Légion d'honneur (1940 ; chevalier en 1918, officier en 1926, commandeur en 1937).
- Croix de guerre 1914–1918